# Ínyencek Ligája

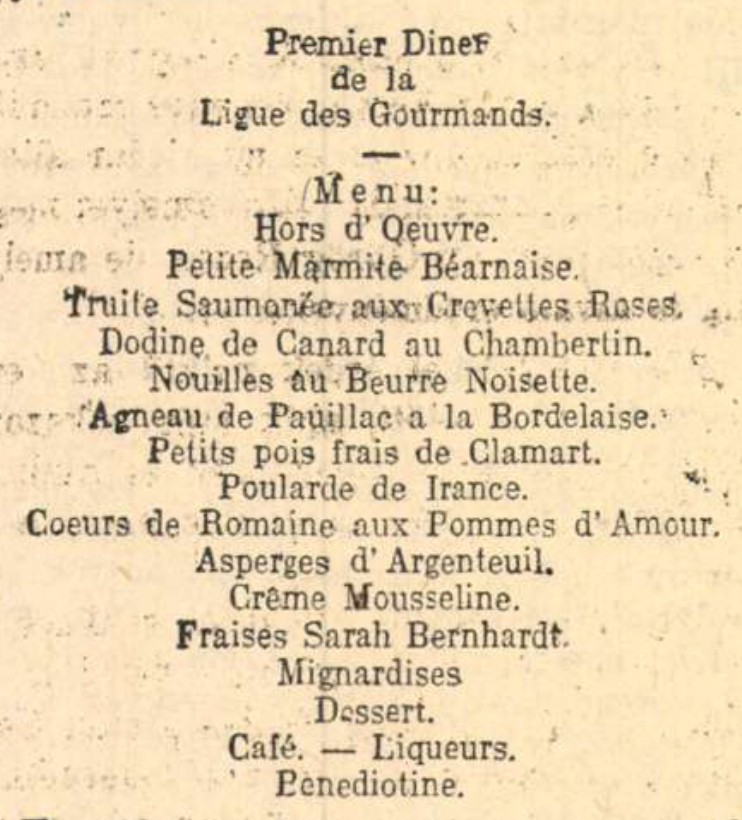
Az első vacsora menüje a Pesti Hírlap cikkéből

Az Ínyencek Ligája (La Ligue des Gourmands) egy Auguste Escoffier és Görög Rezső által 1912-ben alapított vacsoraklub volt. A klubhoz egész Európából csatlakoztak és legnagyobb attrakciói az Epikurosz Vacsorái (Dîners d'Epicure) voltak, melyek keretében több város sok-sok éttermében ugyanazt a menüt szolgálták fel ugyanazon az estén. Az első ilyen vacsorán 1912. május 25-én 37 város éttermeiben mintegy 4000 klubtag vehetett részt. Ezután kéthavonta követték egymást egyre több résztvevővel. Az 1914. június 14-én rendezett utolsón már 140 város 10 000 vacsorázója vett részt.

## Története
Néhány hónappal az Epikurosz Jegyzetei (Carnets d'Épicure) megalapítása után, egy 1912. február 25-én zajlott, Escoffier és Görög közötti beszélgetés közben merült fel a "világvacsorák" ötlete, melyet egy nemzetközi klubhálózat keretein belül gondoltak megvalósítani. A gondolatot tett követte, és március 3-án már meg is alakították a szervezetet. Az elnökségbe 12 tagot választottak, megalkották az alapszabályt, nyitottak egy irodát Londonban és képviseleteket Franciaországban, valamint Belgiumban. Az Epikurosz Jegyzetei következő számában felhívást tettek közzé a csatlakozásra.
A liga céljaként a francia konyha nemzetközi magasztalását jelölték meg.

## A vacsorák
Az első vacsorát az alapítás után alig néhány hét alatt, teljes titoktartás mellett szervezték meg. A vacsora ára mindenhol rögzítve volt: 5-7 frank Franciaországban és 7 shilling 6 penny Nagy-Britanniában. A nyereség egy részét a francia szakácsok nyugdíjas otthonainak ajánlották fel.
Az előírás szerint a vendégeknek a vacsora folyamán rövid versben vagy prózában kellett dicsérniük a francia konyhát és borokat, de a hosszú beszédek tiltottak voltak.
A résztvevő éttermek konyhafőnökei tíz nappal a vacsora előtt kapták meg a menüt és a recepteket egy lezárt borítékban, amit azután a vacsora estéjéig titokban kellett tartaniuk, különben nyilvános megszégyenítés mellett kizárták őket a ligából. A francia és angol lapok folyamatosan hírt adtak az információk visszatartásáról, ami csak növelte a vacsorákat körüllengő misztikumot és hírverést.
A vacsorasorozatnak végül az első világháború kitörése vetett véget.